# 江森月居
江森 月居（えもり げっきょ、1756年（宝暦6年）- 1824年11月5日（文政7年9月15日））は、江戸時代後期の俳人である。名は史一。別号に竹巣、些庵、三巣園、桂川等がある。

## 経歴・人物
京都の生まれ。安永の頃、荒木田久老及び村田春門の門人として国学を学び、あわせて与謝蕪村の門人となる。俳諧は入門後に頭角を現し、1776年（安永5年）高井几董と共に入集する。蕪村からは「月居、夜半亭門人、俳諧の好士なり」と評された。蕪村の死後、几董からも「風流なる哉三巣園、達者なる哉月居」と賞賛された。その後は宗匠として畿内を中心にその勢力を広めた。1790年（寛政2年）二条家俳諧において右方宗匠に就き、「俳諧之達者中興之器」の称を許された。この時、二条家に30両の賄金を奉納したという。大阪に移った後は摂北・両丹・若狭地方に勢力を拡大するが、月居の密通を告発する捨文によって一時身を隠すこともあった。墓所は左京区金福寺。
当初は蕪村の影響を受けた格調高さが見られたが、寛政文化期には当時流行した俳風へと変化した。ただし、当時の主流にはならなかった。一方で「発句はともかく、日本の宗匠は月居」と江戸で評判となり、鈴木道彦、尾張の士朗と共に大宗匠として名を馳せた。付合の技量に優れ、擬古文調の俳文にも優れた。

## 主な著作物

### 句集
- 『月居七部集』- 没後の1828年（文政11年）刊行。

### 著書
- 『夜明かし』